# 멜리사 탕
멜리사 탕(Melissa Tang, 1985년 5월 7일 ~ )은 미국의 배우, 텔레비전 배우, 영화배우이다.
로스앤젤레스에서 태어났다.

## 방송
- 더 굿윈 게임즈

## 영화
- 더 굿윈 게임즈 (2013년)
- 다이하드: 굿 데이 투 다이 (2013년) - 루카스 역
- 비기너스 (2010년) - 리즈 역
- 포스트 그래드 (2009년)